# Chiesa di Santa Marcellina in Muggiano
La chiesa di Santa Marcellina in Muggiano è situata in piazza don Saturnino Villa 2 a Muggiano (attualmente quartiere di Milano). 

## Storia
Don Saturnino Villa (Zelo Foramagno 1866 - Milano 1948) fu il fondatore e il primo parroco della parrocchia di S. Marcellina in Muggiano
Quando era ancora in uso il precedente edificio, Santa Marcellina era una chiesa sussidiaria della Prepositura di San Giovanni Battista in Cesano Boscone. Con decreto 23 dicembre 1898 dell'arcivescovo Andrea Carlo Ferrari fu eretta la parrocchia di Santa Marcellina con territorio diviso dalla prepositura di Cesano Boscone.
La vecchia chiesa, abbattuta nel 1911, si trovava dove ora è situata la Cascina Corte Lucini, di fronte alla Corte Grande. Di essa è rimasto un affresco di Santa Marcellina.
La chiesa attuale venne costruita negli anni 1909 -1911.
Con Regio Decreto del 22 febbraio 1914 fu concesso il regio assenso al trasferimento della sede parrocchiale dalla vecchia alla nuova chiesa, autorizzandosi anche la fabbriceria a permutare a don Saturnino Villa ed altri l'edificio della vecchia chiesa e gli annessi stabili con l'appezzamento di terreno su cui è stata costruita la nuova chiesa.
La chiesa parrocchiale di Santa Marcellina, dopo l’aggregazione di Muggiano al Comune di Milano avvenuta nel 1923, fu elevata alla dignità di prepositura con decreto 12 gennaio 1924 dell’arcivescovo Eugenio Tosi.
Con Regio Decreto del 18 ottobre 1942 la chiesa parrocchiale fu autorizzata ad acquistare da Natalina Custelli, maritata Carrettoni, un appezzamento di terreno.
Nel 1943 la sacrestia subì gravi danni, prima a causa di un incendio e poi da una bomba.
Nel 1954 vennero installate le nuove campane.
Negli anni 1985 - 1990 vennero demolite le balaustre, costruito il nuovo altare e ridotta l'alzata del presbiterio ad un solo gradino.
Negli anni 1999 - 2000 venne costruito il portico all'esterno dell'edificio.
Tra il 2014 e il 2016 venne restaurata la chiesa e rifatti i pavimenti e gli impianti.
Nella chiesa è conservato un antico organo di tipo meccanico che risale alla prima metà del 1800. In origine era installato nella Chiesa di San Vittore al Teatro: quando il tempio venne demolito per far posto al palazzo della Borsa, l'organo venne trasferito a Muggiano. Anche l'Altare Maggiore venne recuperato dalla Chiesa di San Vittore al Teatro.

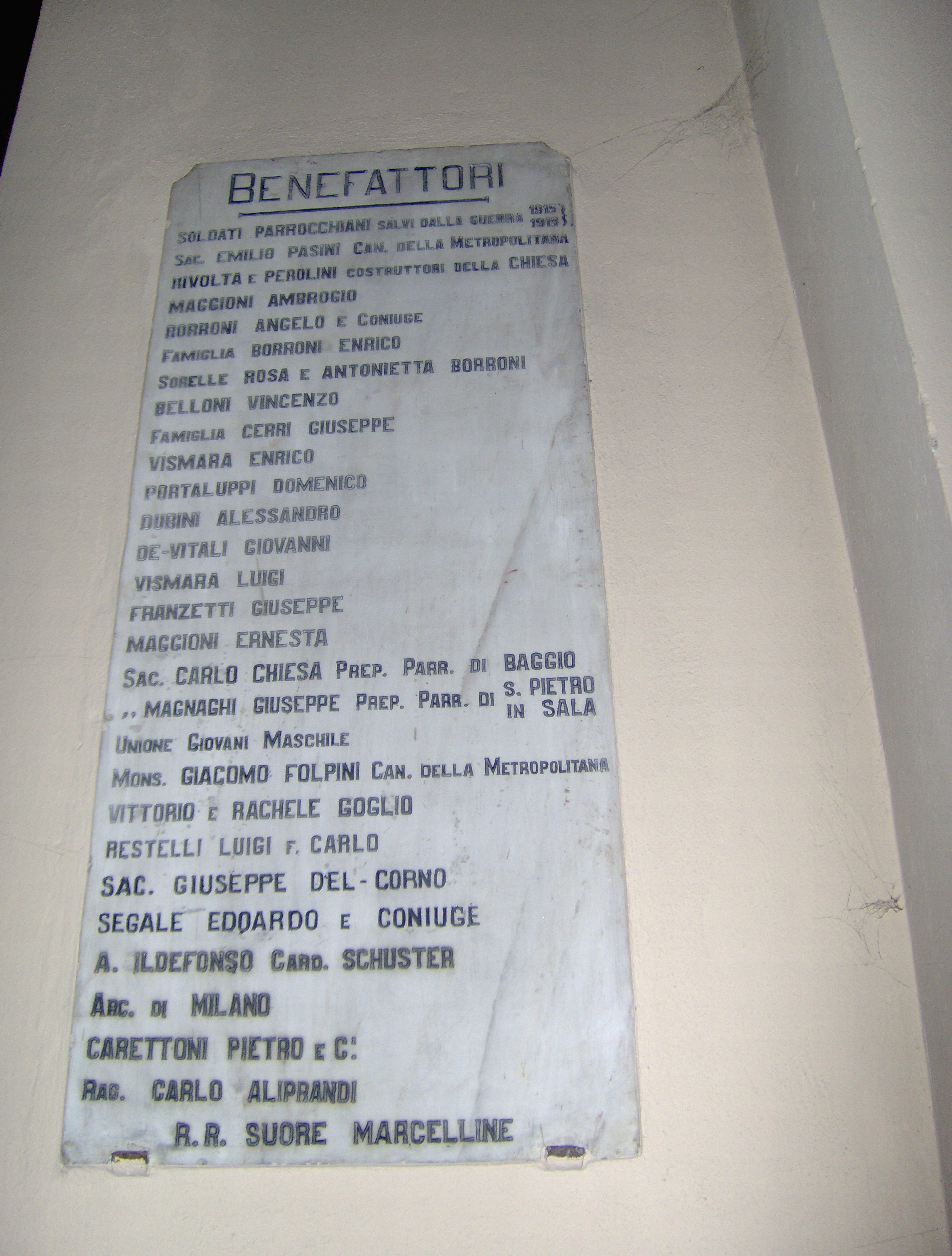
Lapide con l'elenco dei benefattori
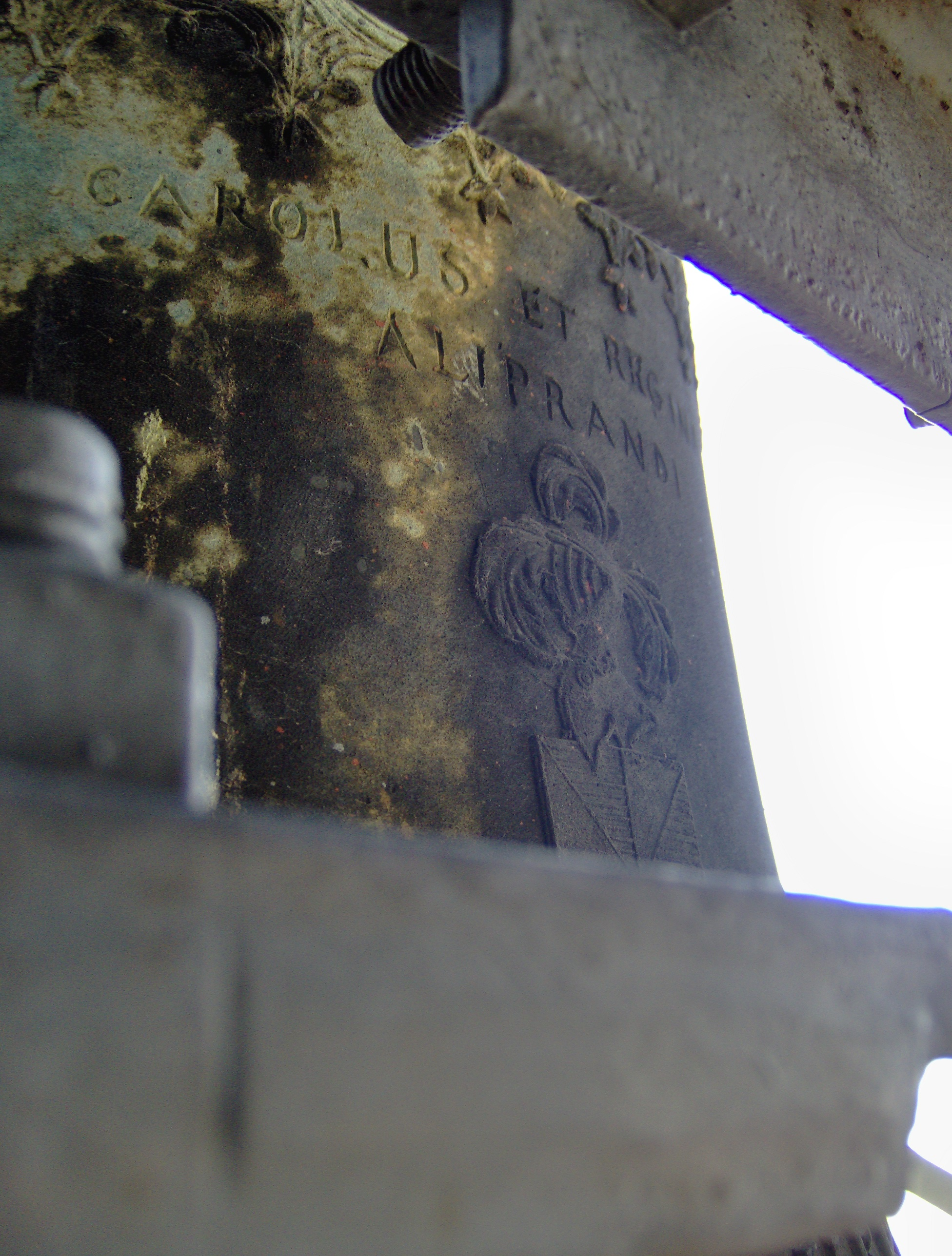
La campana donata dalla famiglia Aliprandi
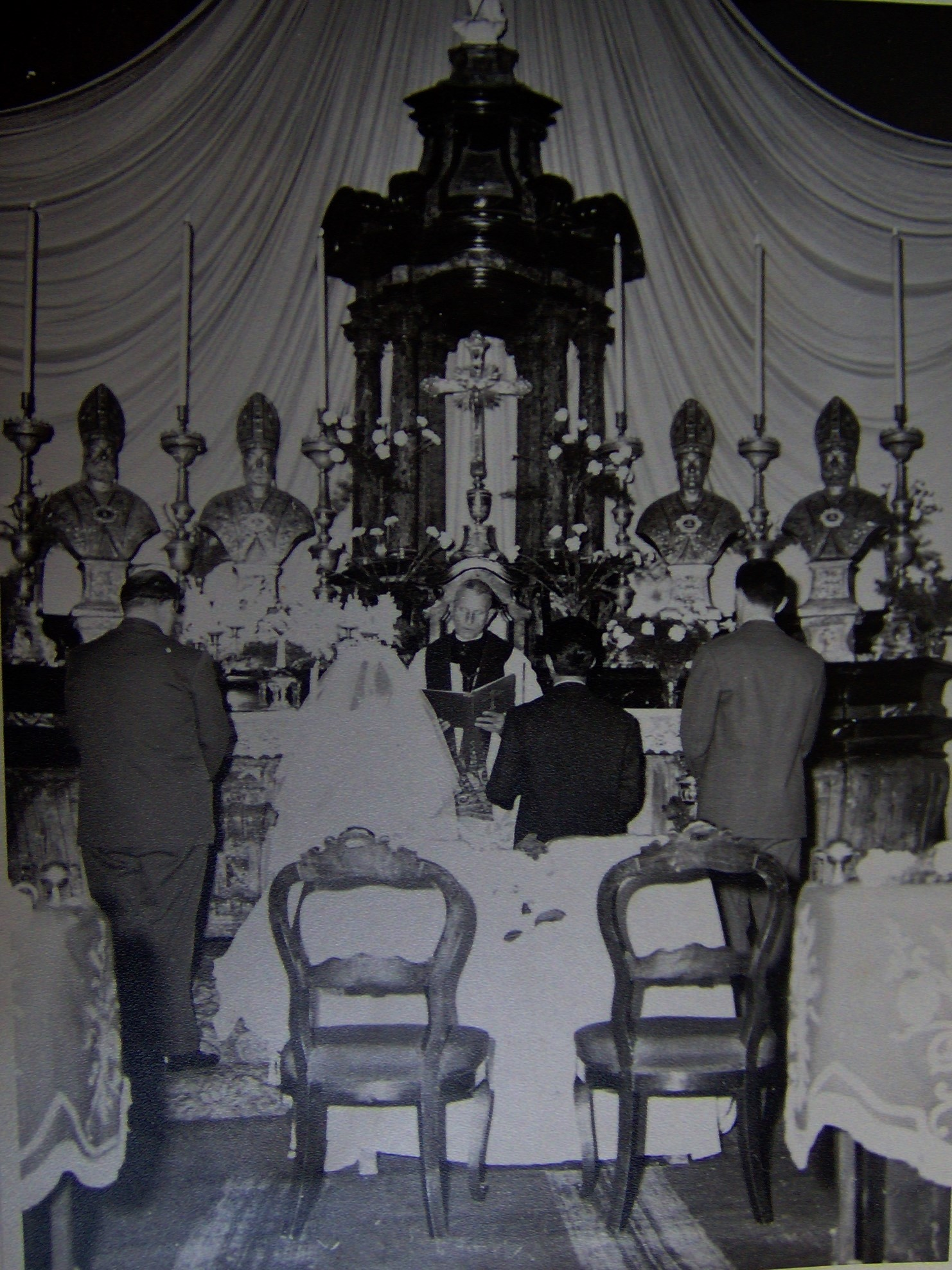
La chiesa di Santa Marcellina in Muggiano negli anni '50 del XX secolo

## Descrizione

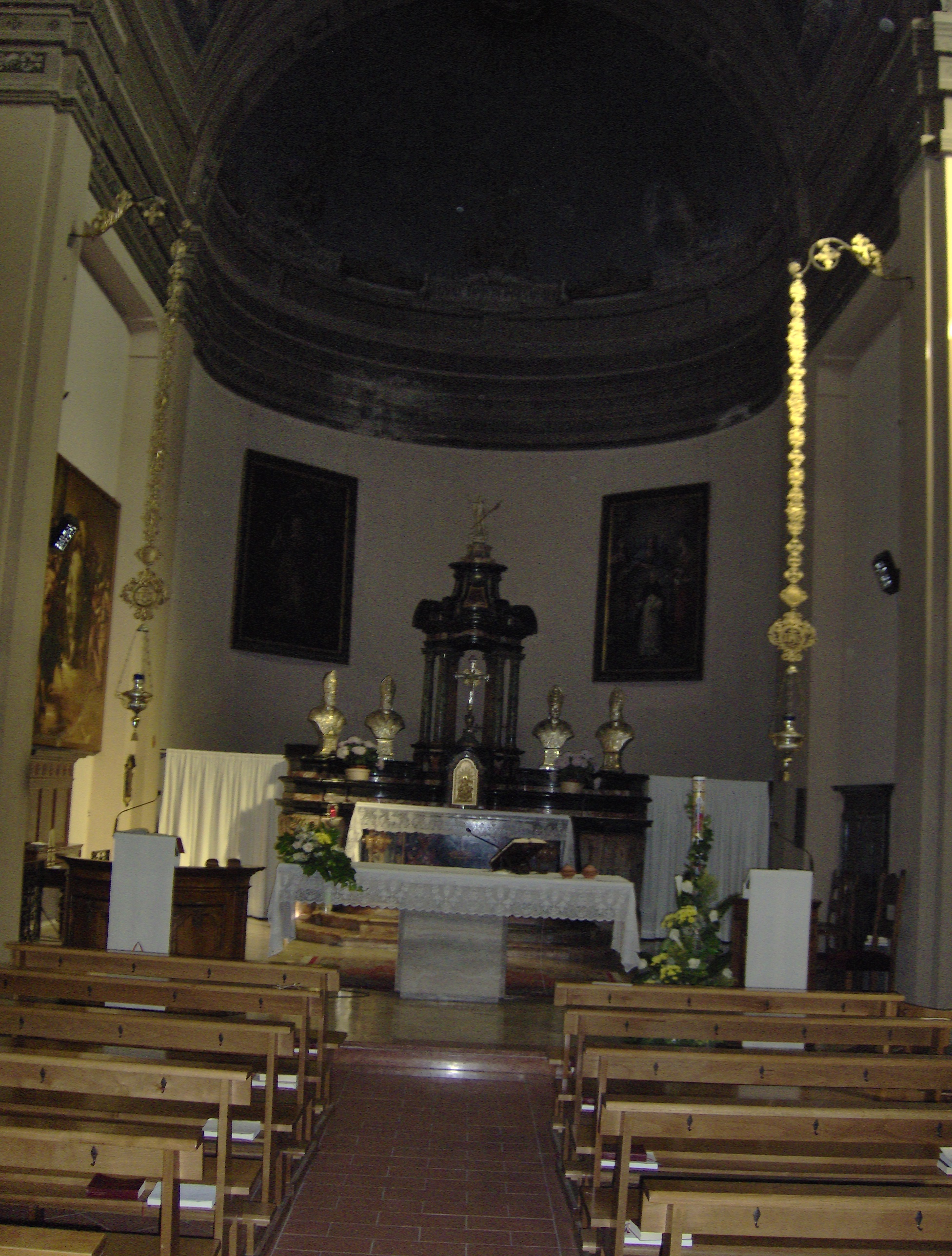
L'interno della chiesa

La facciata dell'edificio, che è sopraelevato di circa due gradini rispetto al sagrato e che è a croce latina, è in mattoni a vista ed caratterizzato dalla presenza di un rosone semicircolare a vetrate policrome. 
L'ingresso alla chiesa è impreziosito da una cornice in pietra e da un portico che si eleva in un arco a tutto sesto. La restante parte della chiesa (facciate laterali, campanile e abside) è a mattoni a vista senza particolari elementi decorativi. L'unica eccezione sono due bifore cieche in stile neoromanico presenti nella parte inferiore della parete di fondo. 
L'interno è a navata unica con volte a botte. Queste ultime caratterizzano anche il transetto e il presbiterio. All'incrocio dei bracci della croce latina è presente una cupola, mentre l'abside è sovrastata da una semicupola. La navata è fiancheggiata da quattro piccole cappelle. 
Le decorazioni degli interni sono sobrie e sono concentrate sulle volte, sulle cupola, sulle lesene e paraste. Degna di nota è la finitura delle paraste, che è in marmo. Nel presbiterio è presente l'altare maggiore e l'organo